# Centre sportif de Myyrmäki
Le centre sportif de Myyrmäki (finnois : Myyrmäen urheilutalo) est un complexe sportif situé dans le quartier de Myyrmäki à Vantaa en Finlande,

## Présentation
Le centre sportif de  Myyrmäki compte une salle de sports de balle  pour jouer au basket, au floorball et au handball. 
Les locaux du centre sportif disposent également comprend aussi des installations de lutte et des installations de musculation. 
Le bâtiment comprend aussi une piscine et un café.
Le centre sportif de base au club de floorball SB Vantaa (fi) et au club de handball IF Helsinge-Atlas (fi). 
Vantaan Pussihuka, qui a joué dans le championnat de Finlande de basket-ball, a également joué au centre sportif.

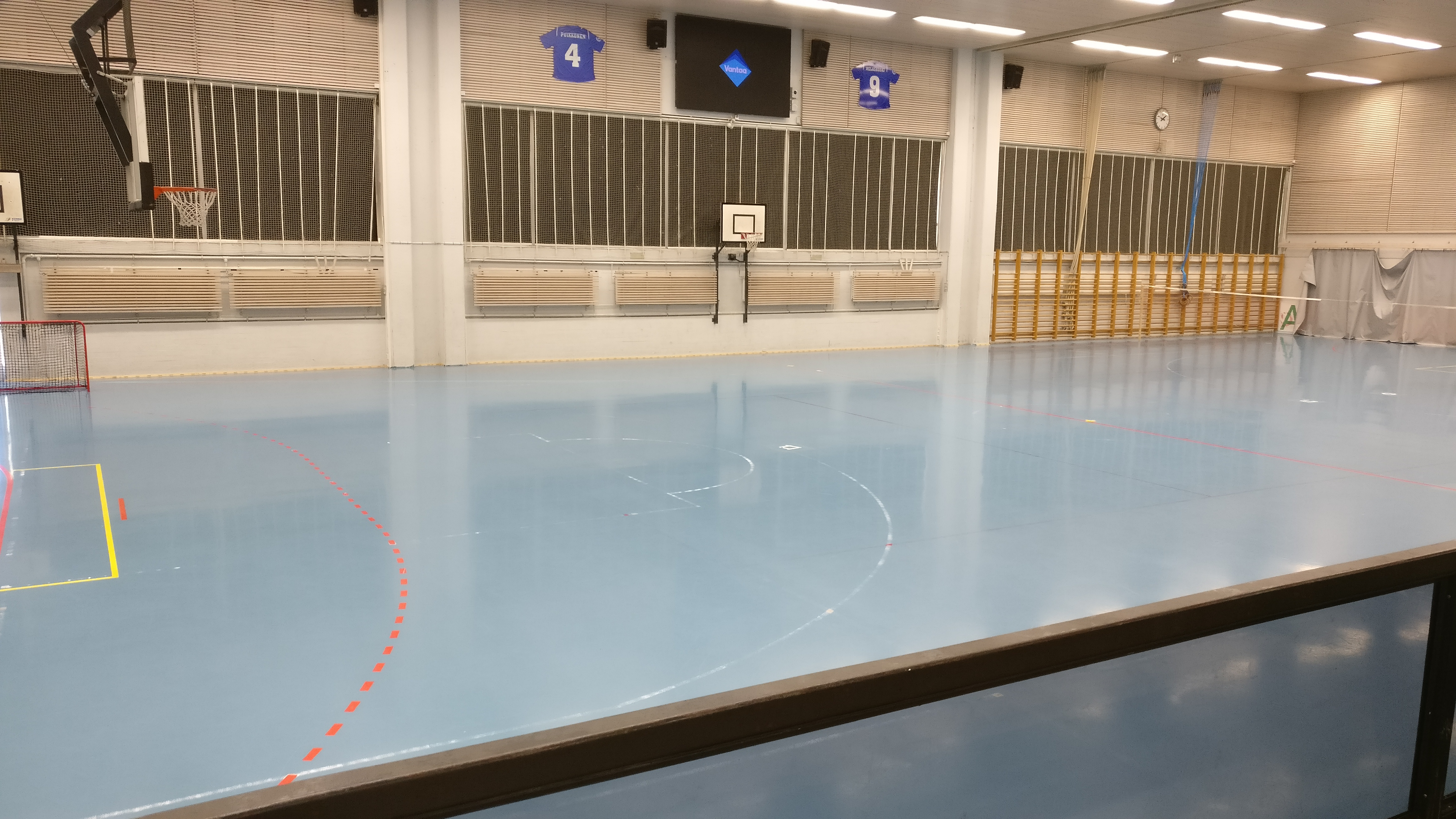
Salle de sport de balle.

## Transports en commun
Les lignes de transport suivantes ont des itinéraires qui passent près du centre sportif de  Myyrmäki:
- Bus: 37, 300, 400, 565, 571, 584.
- Train : I et P